# Štrukljeva vas
Štrukljeva vas je naselje u slovenskoj Općini Cerknici. Štrukljeva vas se nalazi u pokrajini Notranjskoj i statističkoj regiji Notranjsko-kraškoj. 

## Stanovništvo
Prema popisu stanovništva iz 2002. godine naselje je imalo 29 stanovnika.